# Schleimschirmlinge
Die Schleimschirmlinge (Limacella) sind eine Pilzgattung aus der Familie der Wulstlingsverwandten. Der Gattungstypus ist der Zierliche Schleimschirmling, Limacella delicata.

## Merkmale

### Makroskopische Merkmale
Die Schleimschirmlinge im weiteren Sinn bilden in Hut und Stiel gegliederte Fruchtkörper mit einer an der Stielspitze angelegten Sollbruchstelle. Hinsichtlich der gelatinösen, gut differenzierten Hutdeckschicht sind sie leicht von Schirmlingen im weiteren Sinn der Familie der Champignonverwandten unterscheidbar. Sie besitzen ein Velum universale, manchen Arten auch ein Velum partiale. Eine Volva fehlt oder ist rudimentär vorhanden sein. Die Lamellen sind weiß und frei. Das Sporenpulver ist weiß.
Die Schleimschirmlinge im engen Sinn sind trockenstielig oder haben eine nur schwach schmierige Stieloberfläche, die eine rudimentäre Ringzone aufweist. Velumreste auf dem Hut fehlen, Velumspuren und Volvareste am Stiel sind nicht gelatinös. Eine rudimentäre Ringzone ist vorhanden.

### Mikroskopische Merkmale
Die Hyphen besitzen Schnallen. Die Sporen sind hyalin, inamyloid und entweder glatt oder mit kleinen Warzen ornamentiert. Die Hutdeckschicht ist ein Ixotrichoderm, welches aus subzylindrischen Zellen aufgebaut ist.

## Ökologie
Die Schleimschirmlinge sind Saprobionten, die auf Erde, Laub- und Nadelstreu, seltener auf Holz wachsen.

## Arten
Die Gattung im aktuellen Sinn umfasst in Europa drei Arten (Limacella vinosorubescens wird manchmal als Varietät von Limacella delicata aufgefasst und ist anatomisch-morphologisch typisch für Limacella s. str., wurde aber noch nicht molekulargenetisch überprüft):
| Schleimschirmlinge (Limacella) in Europa |                           |                                      |
| \| Deutscher Name \| Wissenschaftlicher Name \| Autorenzitat \| \| ------------------------------- \| ------------------------- \| ------------------------------------ \| \| Zierlicher Schleimschirmling \| Limacella delicata \| (Fries 1821 : Fries 1821) Earle 1909 \| \| Orangebrauner Schleimschirmling \| Limacella glioderma \| (Fries 1852) Maire 1926 \| \| Weinrötlicher Schleimschirmling \| Limacella vinosorubescens \| Furrer-Ziogas 1969 \| |                           |                                      |
| Deutscher Name | Wissenschaftlicher Name   | Autorenzitat                         |
| Zierlicher Schleimschirmling | Limacella delicata        | (Fries 1821 : Fries 1821) Earle 1909 |
| Orangebrauner Schleimschirmling | Limacella glioderma       | (Fries 1852) Maire 1926              |
| Weinrötlicher Schleimschirmling | Limacella vinosorubescens | Furrer-Ziogas 1969                   |

Weitere trockenstielige und daher vermutlich zu Limacella s. str. gehörende, aus Europa beschriebene Taxa, die noch nicht molekulargenetisch untersucht wurden, sind: Limacella furnacea, Limacella grisea, Limacella roseofloccosa und Limacella subfurnacea.

## Systematik
Die Gattung Limacella wurde aufgrund anatomischer, morphologischer und molekular-phylogenetischer Studien in mehrere, kleinere Gattungen aufgespalten:
- Catatrama enthält Arten mit nur leicht schmierigem Hut, der deutliche Velumreste aufweist. Dem Stiel fehlen Volvareste an der Basis. Ein rudimentärer Ring ist vorhanden. Die Stielbasis ist mehr oder weniger zylindrisch, nicht verdickt oder angeschwollen. Die Hutdeckschicht ist eine Ixocutis und die Sporen sind rau, warzig bis auffallend stachlig ornamentiert.
- Limacella s. str. umfasst trockenstielige oder nur schwach schleimigstielige Arten mit schleimigem bis leicht schleimigem Hut, die keinerlei Velumresten auf dem Hut aufweisen. Die Volvareste der Stielbasis und weitere Spuren der Gesamthülle am Stiel sind nicht gelatinös. Eine rudimentäre Ringzone ist vorhanden. Die Stielbasis ist mehr oder weniger zylindrisch bis ausspitzend, nicht oder höchstens kaum verdickt. Die Hutdeckschicht ist ein Ixotrichoderm, welches aus subzylindrischen Zellen aufgebaut ist. Ketten kurzer, angeschwollener Zellen fehlen. Die Sporen sind glatt bis rau.
- Limacellopsis enthält nur schwach schmierighütige Arten. Der glatte bis faserige Stiel ist trocken oder nur schwach schmierig und trägt einen auffälligen, großen, trockenen, membranösen Ring. Die Stielbasis ist etwas angeschwollen. Die Hutdeckschicht ist ein Ixotrichoderm, das Ketten kurzer, angeschwollener Zellen aufweist. Die Endzellen werden zur Spitze hin dünner, sind nicht zylindrisch geformt. Die Sporen sind glatt bis rau. Ein europäischer Vertreter der Gattung ist Limacellopsis guttata.
- Zhuliangomyces umfasst schleimighütige bis zumindest sehr deutlich schmierighütige Arten mit schleimigem bis deutlich schmierigem Stiel. Der Ring, wenn vorhanden, ist ebenfalls deutlich gelatinös. Die Stielbasis ist mehr oder weniger zylindrisch oder ausspitzend, nicht verdickt oder angeschwollen. Die Hutdeckschicht ist ein Ixotrichoderm mit mehr oder weniger zylindrisch geformten Endzellen. Ketten aus kurzen, angeschwollenen Zellen fehlen. Die Sporen sind glatt bis rau. Europäische Vertreter wären Zhuliangomyces illinitus und Zhuliangomyces ochraceoluteus.[5]

Um eine große Gattung Limacella zu behalten, müsste man die auch anhand des Aufbaus der Lamellentrama deutlich abweichende Gattung Catatrama mit in die Schleimschirmlinge im weiteren Sinn integrieren. Um diese tropisch verbreitete Gattung zu erhalten, wurde aktuell die Aufspaltung vollzogen.
Innerhalb der Wulstlingsverwandten (Familie Amanitaceae) bilden die die Schleimschirmlinge im weiteren Sinn keinen klar definierten, eigenen Clade. Die Möglichkeit besteht, dass eine Gattung Limacella s. l. ein Paraphylum gegenüber den Wulstlingen (Gattung Amanita) ist.

## Bedeutung
Einige Arten der Schleimschirmlinge gelten als essbar, sind jedoch wegen der kleinen Fruchtkörper nicht sehr ergiebig oder aufgrund ihrer Seltenheit zu schonen.